# 아이샤이두라니 학교
아이샤이두라니 학교는 아프가니스탄 카불에 위치한 학교이다. 2개 학교중 하나는 독일인이 세웠지만 2001년에 탈리반의 공격을 받아서, 현재는 아마니 고등학교로 개칭되었다.